# Hitit Verlag
Der Hitit Verlag war ein wissenschaftlicher Fachverlag, der sich als "Brücke zwischen den Kulturen" verstand. Das von 1983 bis ca. 2007 existierende Unternehmen war in Berlin ansässig.
Schwerpunkte des Verlagsprogramms waren Verwaltungs-, Rechts- und Sozialwissenschaften. Zusammen mit der Fachhochschule für Verwaltung und Rechtspflege Berlin veröffentlichte Hitit diesbezüglich die Reihen: "Verwaltung, Recht und Gesellschaft" und die "Berliner Beiträge zur Aus- und Fortbildung".
Daneben verlegte Hitit mit "Völkervielfalt und Minderheitenrechte in Europa" auch eine sozial- und politikwissenschaftliche Reihe, die von so namhaften Herausgebern wie Jürgen Fijalkowski oder Ertekin Özcan betreut wurde.
Die im Verlag erschienen Kunst- und Sachbücher sowie Romane, Erzählungen und Gedichtbände u. a. von Kemal Kurt legten schließlich ein besonderes Augenmerk auf ein "Abbild des kulturellen Europas" sowie die Kunst und Literatur der Türkei.